# 康马县
康马县（藏語：ཁང་དམར་རྫོང，威利转写：khang dmar rdzong，藏语拼音：Kangmar Zong）是中华人民共和国西藏自治区日喀则市东部的一个县；藏语中意思是“红房子”。常住总人口2.09万人，縣人民政府駐康马镇。

## 行政区划
康马县下辖1个镇、8个乡：
康马镇、南尼乡、少岗乡、康如乡、萨玛达乡、嘎拉乡、涅如堆乡、涅如麦乡和雄章乡。

## 人口
根據第七次人口普查數據，截至2020年11月1日零時，康馬縣常住人口為20864人。

## 交通
- 219国道、 562国道